# Гумфрид (маркиз Готии)
Гумфрид (Гунфрид, Онфруа) (фр. Onfroi, нем. Humfried, Hunfrid, ум. после 876) — граф Бона 856—863, Отёна, Шалона, Макона (858—863), маркиз Бургундии 858—863, Готии 858—864, граф Барселоны, Руссильона и Нарбонны 857/858 — 864, граф Ампурьяса, Жероны и Бесалу 857/858 — 864, граф Тулузы и Руэрга 863—864, Лиможа 862—862, граф в Цюрихгау в 872—876.

## Происхождение
Существует 3 версии его происхождения.
По первой версии Гумфрид происходил из знатного швабского рода Бурхардингеров. Родоначальник этого рода, Гунфрид (Гумфрид) I, был в 799 году маркграфом в Истрии, позже (в 806/808) он был графом в Реции. Его сын, Гунфрид (Гумфрид) II также был графом в Реции. У него был бездетный сын Гунфрид (Гумфрид) III, с котором и отождествляют Гумфрида.
По второй версии Гумфрид мог быть сыном Унроша, графа Тернуа, и Ингильтруды, и, соответственно, братом по матери Одальрика, которого Гумфрид сменил в Барселоне.
По третьей версии Гумфрид был сыном маркиза Бургундии Гверина II и братом Изембарда, которого Гумфрид сменил в Бургундии.

## Биография
Гумфрид принял участие в восстании против короля Восточно-Франкского королевства (Германии) Людовика II Немецкого, после чего был вынужден бежать в Западно-Франкское королевство, король которого, Карл II Лысый, принял беглеца. В 856 году Гумфрид получил Бургундское графство Бон. За верную службу Карл до 858 году также назначил Гумфрида правителем несколько графств в Испанской марке — Барселоны, Жероны, Ампурьяса, Руссильона и Нарбонны, а также дал титул маркиза Готии.
В начале 858 года Гумфрид договорился о перемирии с правителем Сарагоссы Абд-аль-Рахманом. После чего, оставив графства для управления виконтам, он отправился к королю Карлу. В феврале он был в Боне, а в августе участвовал в сражении против норманнов. Этой войной попытался воспользоваться Людовик Немецкий, вторгнувшись во Францию, и Гумфрид участвовал в борьбе Карла Лысого против Людовика. В сентябре Гумфрид был в Боне, чтобы набрать армию. А 15 января 859 года он участвовал в битве при Сен-Квентине, в которой Людовик потерпел поражение. Кроме того, в 858 году Карл передал Гумфриду графства Отён, Шалон и Макон с титулом маркиза Бургундии.
В 861 году, после окончания перемирия, арабы напали на Барселону, осадив её. Но Гумфриду удалось договориться о новом сроке перемирия, после чего осада была снята и арабы ушли.
В 862 году Карл Лысый решил захватить Прованс, королём которого бы сын покойного императора Лотаря I. За малолетнего короля управлял его дядя, Жерар, граф Лиона и Вьенна, родственник Гумфрида. Аквитанская, включая Гумфрида, выступили против этого плана. В результате в Аквитании вспыхнуло восстание. Карл Лысый обвинил Гумфрида в вероломстве и лишил его части владений. Графство Ампурьяс и Пералада были переданы графу Сунийе II, Жерона и Бесалу — графу Отгеру.
В апреле 863 года Гумфрид захватил Тулузу, выгнав маркиза Раймунда I. В ответ Карл Лысый направил войска в Бургундию и конфисковал владения Гумфрида, раздав их своим приближенным.
Сам Гумфрид до 864 года безуспешно боролся против Карла, после чего бежал в Италию, оттуда в Швабию. Остаток владения в Готии также были конфискованы.
В 872—876 годах он упоминается как граф в Цюрихгау. После 876 года сведений о нем нет. Неизвестно, был ли он женат, о его детях ничего не известно.